# دوري أراد
دوري أراد هو لاعب كرة قدم إسرائيلي في مركز الوسط، ولد في 6 سبتمبر 1982 في HaHotrim ‏ في إسرائيل. لعب مع مكابي نتانيا.